# Gomman
Gomman är en klippa nära Boskär i Nagu,  Finland.   Den ligger i Pargas stad i landskapet Egentliga Finland. Ön ligger omkring 1 kilometer nordost om Boskär, omkring 18 kilometer söder om Nagu kyrka,  53 kilometer sydväst om Åbo och 180 km väster om Helsingfors. Närmaste allmänna förbindelse är förbindelsebryggan vid Nagu Berghamn som trafikeras av M/S Eivor och M/S Cheri.
Terrängen runt Gomman är mycket platt.  Närmaste större samhälle är Nagu, 18,5 km norr om Gomman. 